# 無線LANコントローラ
無線LANコントローラ（むせんランコントローラ、英語: wireless LAN controller）は、アクセスポイントを管理するデバイスで、SSIDや周波数チャンネルを一元管理する。また、WLCはアクセスポイントに電力を供給する側（PSE）に該当する。

## 物理ポート
無線LANコントローラにはいくつかの物理ポートがある。シスコ製では以下がある。
- ディストリビューションシステムポート - 通常のトラフィックや管理トラフィックを送受信する。1台のスイッチに対して複数のディストリビューションシステムポートを接続して帯域幅を増やす、所謂リンクアグリゲーションに対応（そのスイッチ側はトランクポートモードにする必要がある）。
- サービスポート - 上記ポートがデータ通信と管理通信の両方が出来るのに対し、サービスポートは管理トラフィックのみ送受信する。これはディストリビューションシステムポートに不具合が発生した場合でも、遠隔操作で障害対応するためである。なお、管理トラフィックのみ送受信できるよう制限されているのは、輻輳なく通信させせるためである。結果、対抗のスイッチポートはアクセスポートでなければならない。また、このポートのIPアドレスの割り当てに関しては、固定IPアドレスを割り当てたり、DHCPを使用してIPアドレスを取得したりすることが可能。
- コンソールポート - コンソールケーブルでPCを接続し、直接無線LANコントローラの設定や障害対応ができる。
- 冗長ポート - LANケーブルで他のWLCと接続して冗長化を図るためのポート。

結果、ディストリビューションシステムポートはインバンド方式（一般ユーザのトラフィックと管理トラフィックを分けない）であるのに対し、上位機種に備わっているサービスポートはアウトオブバンド方式（一般ユーザのトラフィックと管理トラフィックを分ける）となる。

## パケットフィルタリング
無線LANコントローラもルータと同様にパケットフィルタリングが可能で、Access Control Listを使用する。ACLは以下の2つに大別される。
- 「WLCを通過していくパケット」をフィルタリングするには、ACLを「Dynamicインターフェース」に適用。
- 「WLCに対するパケット」をフィルタリングするには、「CPU Access Control Lists」にACLを適用。

## Access Pointのモード
APにはいくつかのモードを設定できる。以下その一覧。
- Localモード - LAPの初期設定モード。無線LANクライアントとデータを送受信する。
- Bridgeモード - メッシュネットワークでの距離が離れたAPの中継などに利用する。
- FlexConnectモード - 主にWAN経由で WLCと接続する時に使用するモード
- Monitorモード - 不正なAPの検出をする。その他IDSやRFID用の専用センサーとして動作するモード
- Rogue Detectorモード - 有線ネットワーク上に不正なAPやクライアントがいないか監視するモード
- Snifferモード - 特定のチャネル上のすべてのパケットを収集して、指定したデバイスに送信するモード